# Pigmalión (película)
Pigmalión (título original: Pygmalion) es una película británica de 1938 dirigida por Anthony Asquith y Leslie Howard, con actuación de este y de Wendy Hiller. Está basada en la obra de teatro homónima, de George Bernard Shaw. 
La película obtuvo éxito comercial y fue propuesta como candidata a cuatro Premios Óscar, de los cuales recibió el de mejor guion adaptado, en 1939. 
Tuvo una adaptación musical dirigida por George Cukor y estrenada en 1964: My Fair Lady, con Rex Harrison y Audrey Hepburn como actores principales.

## Argumento
Una tarde fría y lluviosa, a la salida del Covent Garden de Londres, Henry Higgins, prestigioso profesor de fonética, transcribe la dicción de habituales y transeúntes. Una florista, avisada por otro hombre, lo acusa de ser policía y lo deja en evidencia delante de todo el mundo. Cuando intentan entender sus notas taquigráficas, Higgins revela su trabajo como profesor fonético. A partir de ese momento, Higgins hace una apuesta con el coronel Pickering: el profesor se compromete a instruir a la florista, Eliza Doolittle, en el arte de la pronunciación para convertirla en una dama.

## Premios
La película tuvo varias candidaturas a los Óscar de 1939: al mejor guion adaptado, al mejor actor (Leslie Howard), a la mejor actriz (Wendy Hiller) y a la  mejor película; y de ellos, consiguió el primero.